# Olympische Sommerspiele 2024/Leichtathletik – 4 × 400 m (Männer)
Die 4-mal-400-Meter-Staffel der Männer bei den Olympischen Spielen 2024 in Paris fand am 9. August 2024 (Vorläufe) und am 10. August 2024 (Finale) im Stade de France statt.

## Aktuelle Titelträger
| Olympiasieger                        | Vereinigte Staaten | 2:55,70 min | Tokio 2020     |
| Weltmeister                          | Vereinigte Staaten | 2:57,31 min | Budapest 2023  |
| Europameister                        | Belgien            | 2:59,84 min | Rom 2024       |
| Nord-/Zentralamerika-/Karibikmeister | Vereinigte Staaten | 3:01,79 min | Freeport 2022  |
| Südamerikameister                    | Venezuela          | 3:04,14 min | São Paulo 2023 |
| Asienmeister                         | Sri Lanka          | 3:01,56 min | Bangkok 2023   |
| Afrikameister                        | Botswana           | 3:02,23 min | Douala 2024    |
| Ozeanienmeister                      | Fidschi            | 3:19,74 min | Suva 2024      |

## Rekorde

### Bestehende Rekorde
| Weltrekord         | Vereinigte Staaten (Andrew Valmon, Quincy Watts, Harry Reynolds, Michael Johnson)  | 2:54,29 min | Stuttgart, Deutschland | 22. August 1993 |
| Olympischer Rekord | Vereinigte Staaten (LaShawn Merritt, Angelo Taylor, David Neville, Jeremy Wariner) | 2:55,39 min | Finale Peking, China   | 23. August 2008 |

### Rekordverbesserungen
Es wurden während des Wettkampfes ein neuer Olympiarekord, drei neue Kontinentalrekorde sowie drei neue Nationalrekorde aufgestellt.
- Olympiarekord:
  - 2:54,43 min – Vereinigte Staaten (Christopher Bailey, Vernon Norwood, Bryce Deadmon, Rai Benjamin), Finale am 10. August 2024
- Kontinentalrekorde:
  - 2:54,53 min (Afrikarekord) – Botswana (Bayapo Ndori, Collen Kebinatshipi, Anthony Pesela, Letsile Tebogo), Finale am 10. August 2024
  - 2:55,83 min (Europarekord) – Großbritannien (Alex Haydock-Wilson, Matthew Hudson-Smith, Lewis Davey, Charles Dobson), Finale am 10. August 2024
  - 2:58,33 min (Asienrekord) – Japan (Yuki Joseph Nakajima, Kaitō Kawabata, Fuga Satō, Kentarō Satō), Finale am 10. August 2024
- Nationalrekorde:
  - 2:59,48 min – Japan (Yuki Joseph Nakajima, Kaitō Kawabata, Fuga Satō, Kentarō Satō), Vorlauf 1 am 9. August 2024
  - 2:57,75 min – Belgien (Jonathan Sacoor, Dylan Borlée, Kévin Borlée, Florent Mabille), Finale am 10. August 2024
  - 2:58,12 min – Südafrika (Gardeo Isaacs, Zakithi Nene, Lythe Pillay, Antonie Nortje), Finale am 10. August 2024

## Vorläufe
9. August 2024, 11:05 Uhr
Für das Finale qualifizierten sich die ersten drei Staffeln der beiden Vorläufe sowie die Staffeln mit den zwei schnellsten restlichen Zeiten. Neben diesen konnten sich Staffeln auf Basis der Entscheidung eines Kampfrichters oder einer Berufungsjury für das Finale qualifizieren.

### Vorlauf 1
| Rang | Nation              | Athleten                                                              | Zeit (min) | Anmerkung |
| ---- | ------------------- | --------------------------------------------------------------------- | ---------- | --------- |
| 1    | Botswana            | Letsile Tebogo Collen Kebinatshipi Anthony Pesela Bayapo Ndori        | 2:57,76    | Q, SB     |
| 2    | Großbritannien      | Samuel Reardon Matthew Hudson-Smith Toby Harries Charles Dobson       | 2:58,88    | Q, SB     |
| 3    | Vereinigte Staaten  | Quincy Wilson Vernon Norwood Bryce Deadmon Christopher Bailey         | 2:59,15    | Q         |
| 4    | Japan               | Yuki Joseph Nakajima Kaitō Kawabata Fuga Satō Kentarō Satō            | 2:59,48    | q, NR     |
| 5    | Sambia              | Patrick Kakozi Nyambe Kennedy Luchembe David Mulenga Muzala Samukonga | 3:00,08    | q         |
| 6    | Deutschland         | Jean Paul Bredau Marc Koch Manuel Sanders Emil Agyekum                | 3:00,29    | SB        |
| 7    | Polen               | Maksymilian Szwed Karol Zalewski Daniel Sołtysiak Kajetan Duszyński   | 3:01,21    | SB        |
| 8    | Trinidad und Tobago | Renny Quow Jereem Richards Jaden Marchan Shakeem Mc Kay               | 3:06,73    |           |

### Vorlauf 2
| Rang | Nation     | Athleten                                                          | Zeit (min) | Anmerkung |
| ---- | ---------- | ----------------------------------------------------------------- | ---------- | --------- |
| 1    | Frankreich | Muhammad Kounta Gilles Biron Téo Andant Fabrisio Saïdy            | 2:59,53    | Q, SB     |
| 2    | Belgien    | Jonathan Sacoor Dylan Borlée Florent Mabille Kévin Borlée         | 2:59,84    | Q, =SB    |
| 3    | Italien    | Luca Sito Vladimir Aceti Alessandro Sibilio Edoardo Scotti        | 3:00,26    | Q, SB     |
| 4    | Indien     | Muhammed Anas Muhammed Ajmal Variyathodi Amoj Jacob Rajesh Ramesh | 3:00,58    | SB        |
| 5    | Brasilien  | Lucas Carvalho Lucas Vilar Douglas Mendes Matheus Lima            | 3:00,95    | SB        |
| 6    | Spanien    | Iñaki Cañal Óscar Husillos David García Julio Arenas              | 3:01,60    |           |
| 7    | Südafrika  | Gardeo Isaacs Zakithi Nene Antonie Nortje Lythe Pillay            | 3:03,19    | qR        |
|      | Nigeria    | Ifeanyi Emmanuel Ojeli Ezekiel Nathaniel Dubem Amene Chidi Okezie | DSQ        | TR17.2.3  |

## Finale
10. August 2024, 21:00 Uhr
| Rang | Nation             | Athleten                                                              | Zeit (min) | Anmerkung |
| ---- | ------------------ | --------------------------------------------------------------------- | ---------- | --------- |
| 1    | Vereinigte Staaten | Christopher Bailey Vernon Norwood Bryce Deadmon Rai Benjamin          | 2:54,43    | OR        |
| 2    | Botswana           | Bayapo Ndori Collen Kebinatshipi Anthony Pesela Letsile Tebogo        | 2:54,53    | AF        |
| 3    | Großbritannien     | Alex Haydock-Wilson Matthew Hudson-Smith Lewis Davey Charles Dobson   | 2:55,83    | ER        |
| 4    | Belgien            | Jonathan Sacoor Dylan Borlée Kévin Borlée Florent Mabille             | 2:57,75    | NR        |
| 5    | Südafrika          | Gardeo Isaacs Zakithi Nene Lythe Pillay Antonie Nortje                | 2:58,12    | NR        |
| 6    | Japan              | Yuki Joseph Nakajima Kaitō Kawabata Fuga Satō Kentarō Satō            | 2:58,33    | AS        |
| 7    | Italien            | Luca Sito Vladimir Aceti Edoardo Scotti Alessandro Sibilio            | 2:59,72    | SB        |
| 8    | Sambia             | Patrick Kakozi Nyambe Kennedy Luchembe David Mulenga Muzala Samukonga | 3:02,76    |           |
| 9    | Frankreich         | Muhammad Kounta Gilles Biron Téo Andant Fabrisio Saïdy                | 3:07,30    |           |